# Lijst van bouwwerken in Rotterdam
Dit is een overzicht van bouwwerken in Rotterdam. 

## A
- Ahoy Rotterdam

## B
- Bergpolderflat
- Bergsingelkerk
- Bergwegziekenhuis

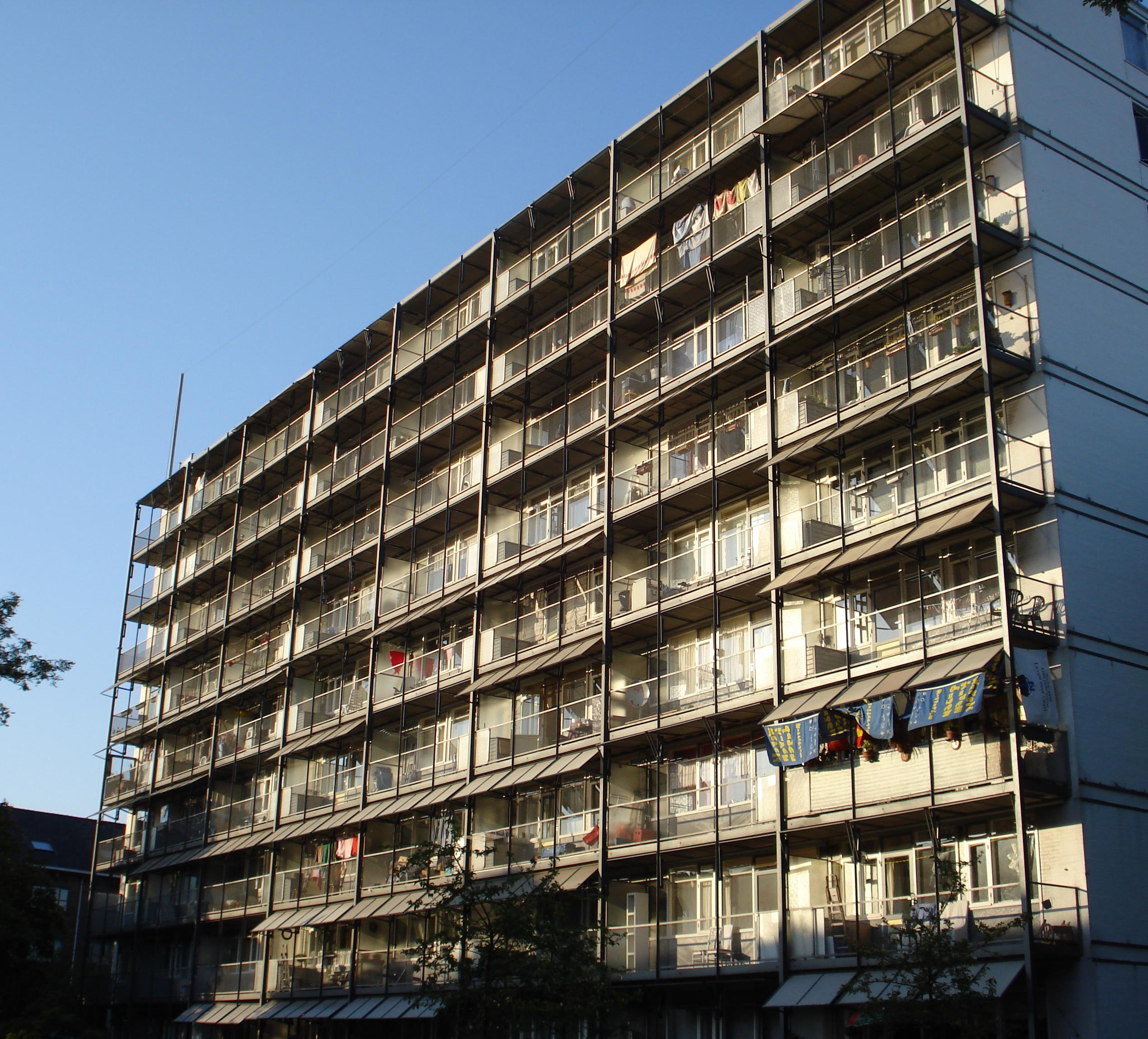
Bergpolderflat

- Beurs World Trade Center Rotterdam
- Beurstraverse
- De Bijenkorf
- Beukelsbrug
- Binnenhoftoren
- Blaaktoren
- Boezemsingelkerk
- Botlekbrug
- Van Brienenoordbrug

## C

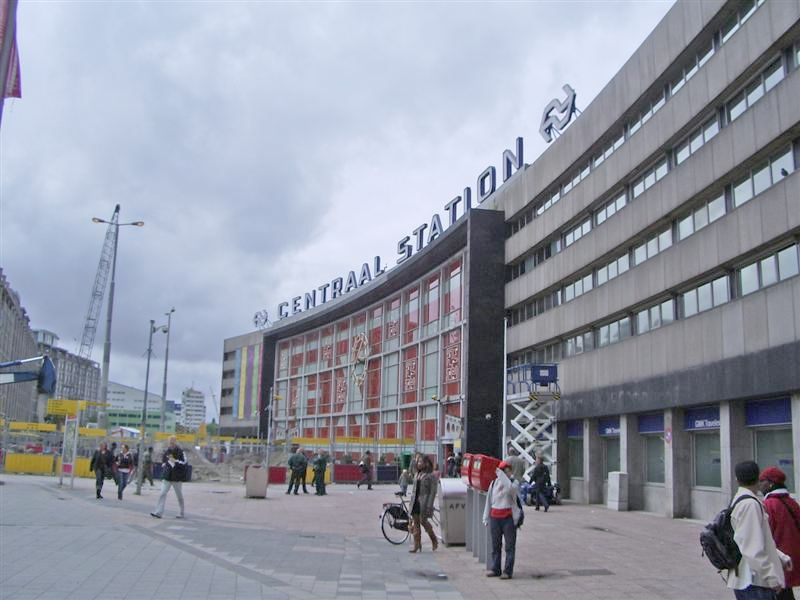
Het oude Centraal Station

- Café De Unie
- Calandbrug
- Centraal Station

## D
- Diergaarde Blijdorp
- Gebouw Delftse Poort
- De Doelen
- De Machinist

## E

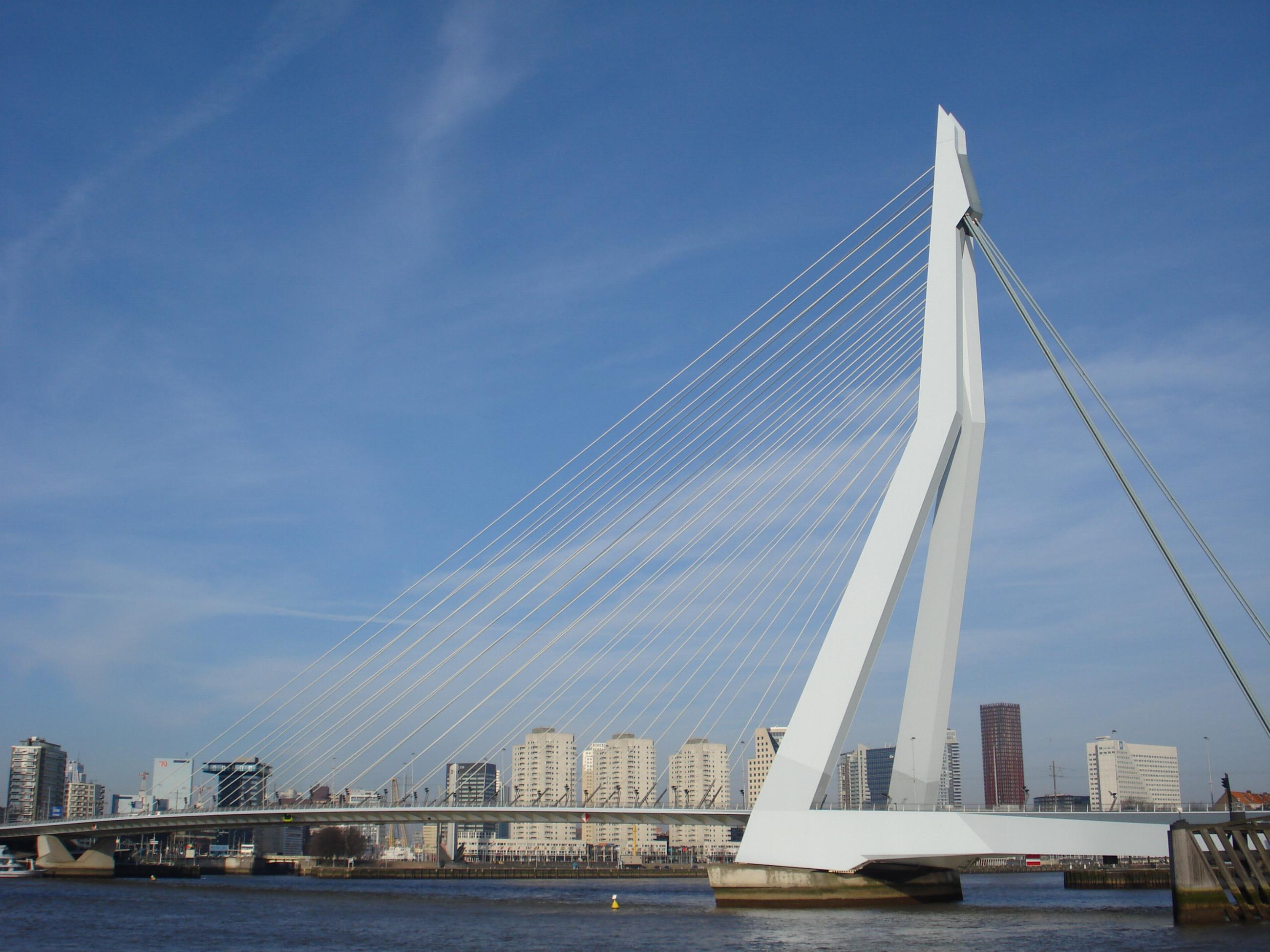
Erasmusbrug

- Energiehal
- Erasmusbrug
- Erasmus MC
- Erasmushuis
- Euromast

## F
FIRST Rotterdam

## G
- GEB-gebouw Rotterdam
- Gemaal mr. U.G. Schilthuis
- Giessenbrug
- Groothandelsgebouw
- Grote of Sint-Laurenskerk

## H

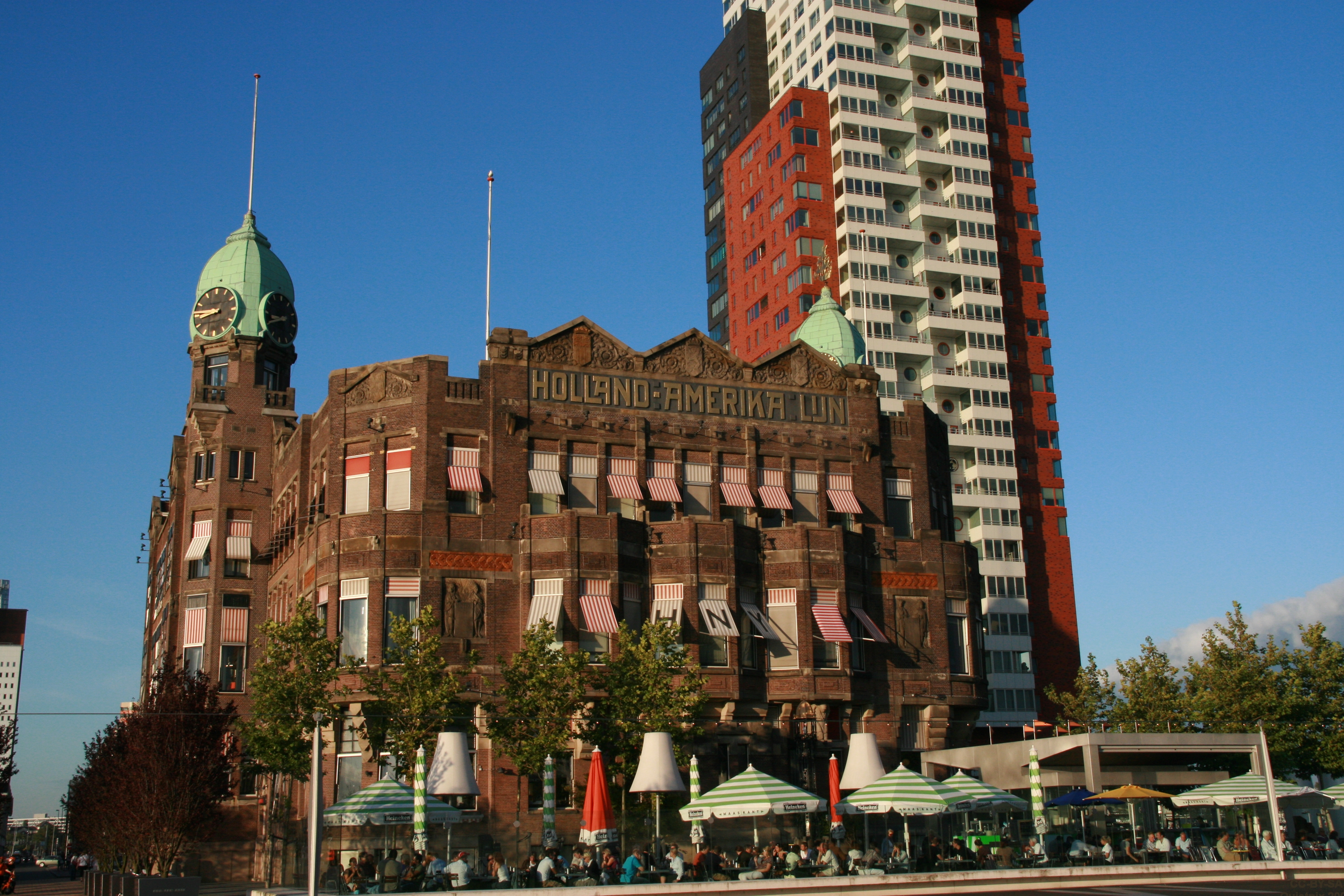
Hotel New York

- Hartelbrug
- Havenziekenhuis
- de Hef
- Hofpleinlijnviaduct
- Hoge Brug
- Hoofdpostkantoor
- Hotel New York
- Harbor Village Rotterdam

## K

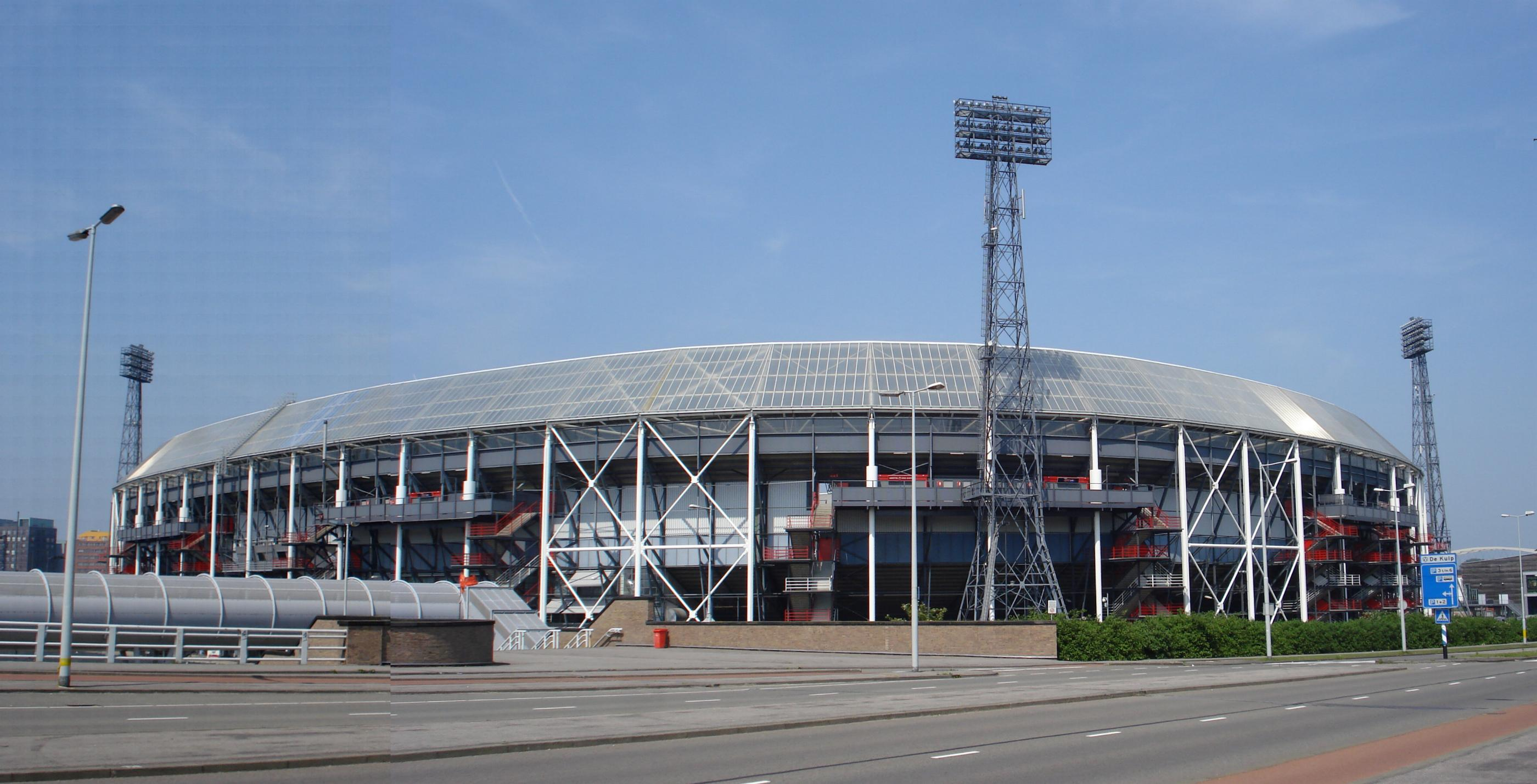
De Kuip

- Het Kasteel (Sparta-Stadion)
- Koninginnebrug
- Koopgoot
- Koningshavenbrug
- Kubuswoningen
- De Kuip

## L
- Lage Erfbrug
- Laurenskerk

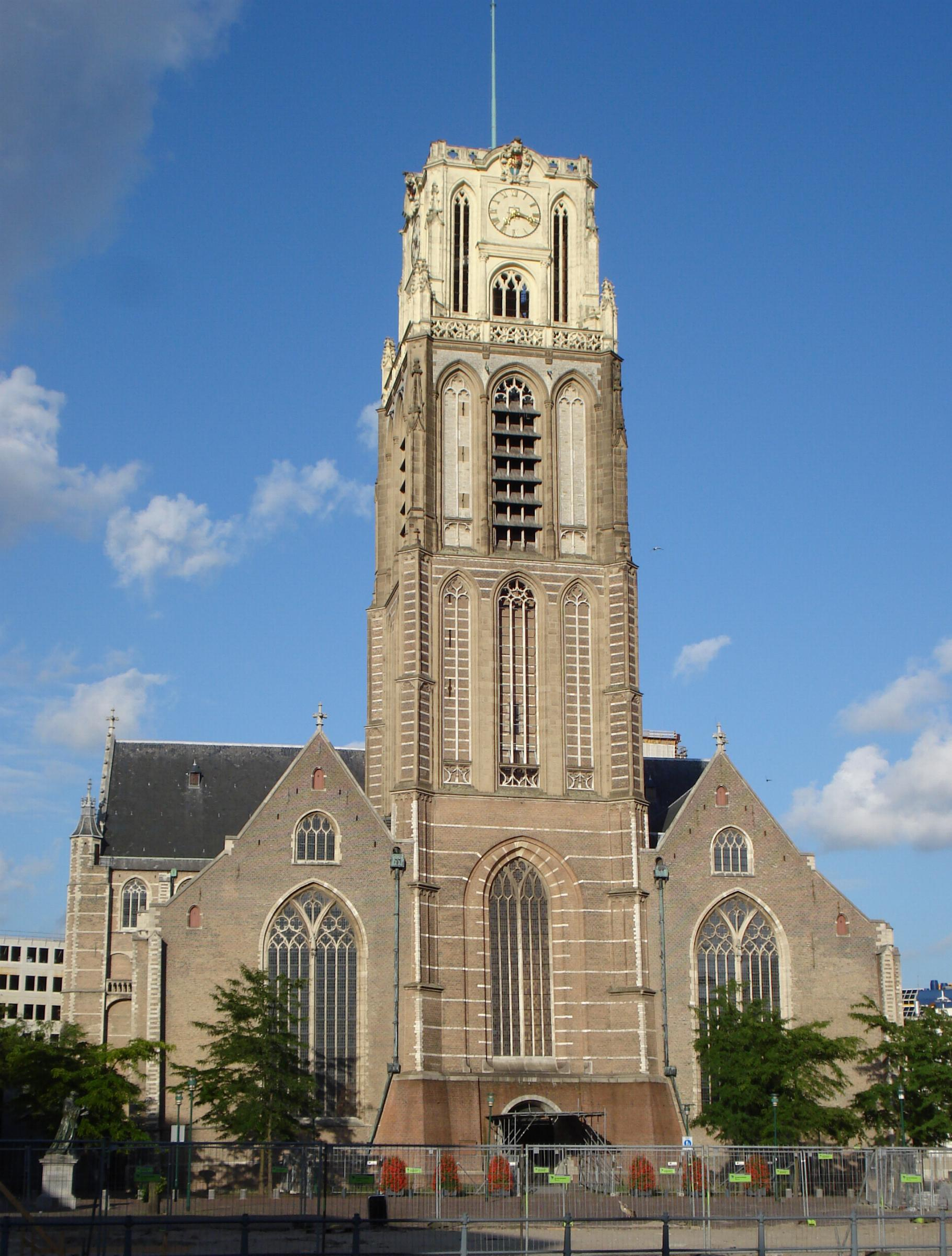
Laurenskerk

- HH. Laurentius- en Elisabethkathedraal
- 't Leidsche Veem
- André van der Louwbrug
- Luchtspoor
- Luxor Theater

## M
- Maastoren
- Markthal (Rotterdam)
- Mathenesserbrug
- Millenniumtoren
- Montevideo

## N

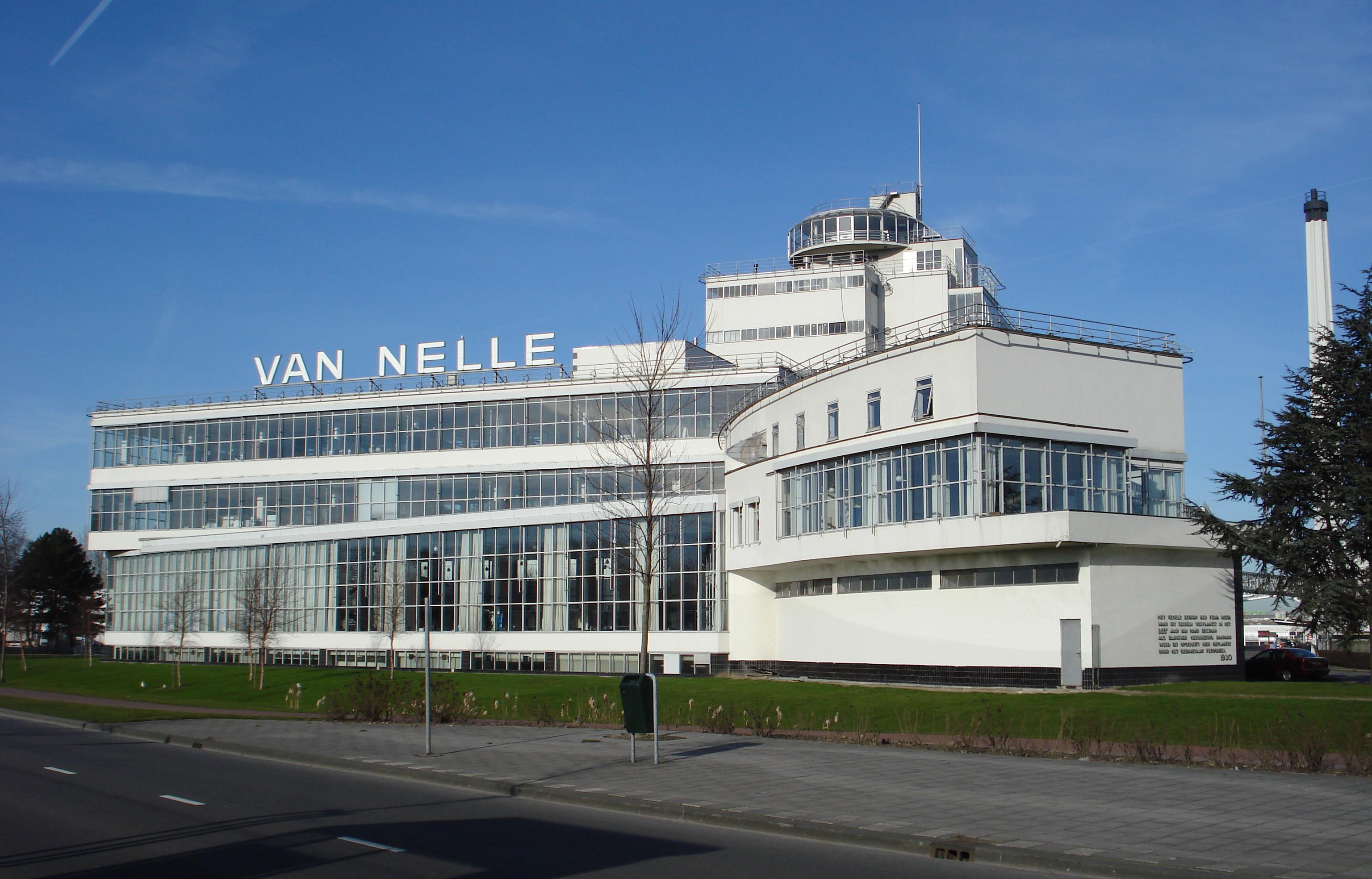
Van Nelle fabriek

- Van Nellefabriek
- New Orleans
- Noorderbrug

## P

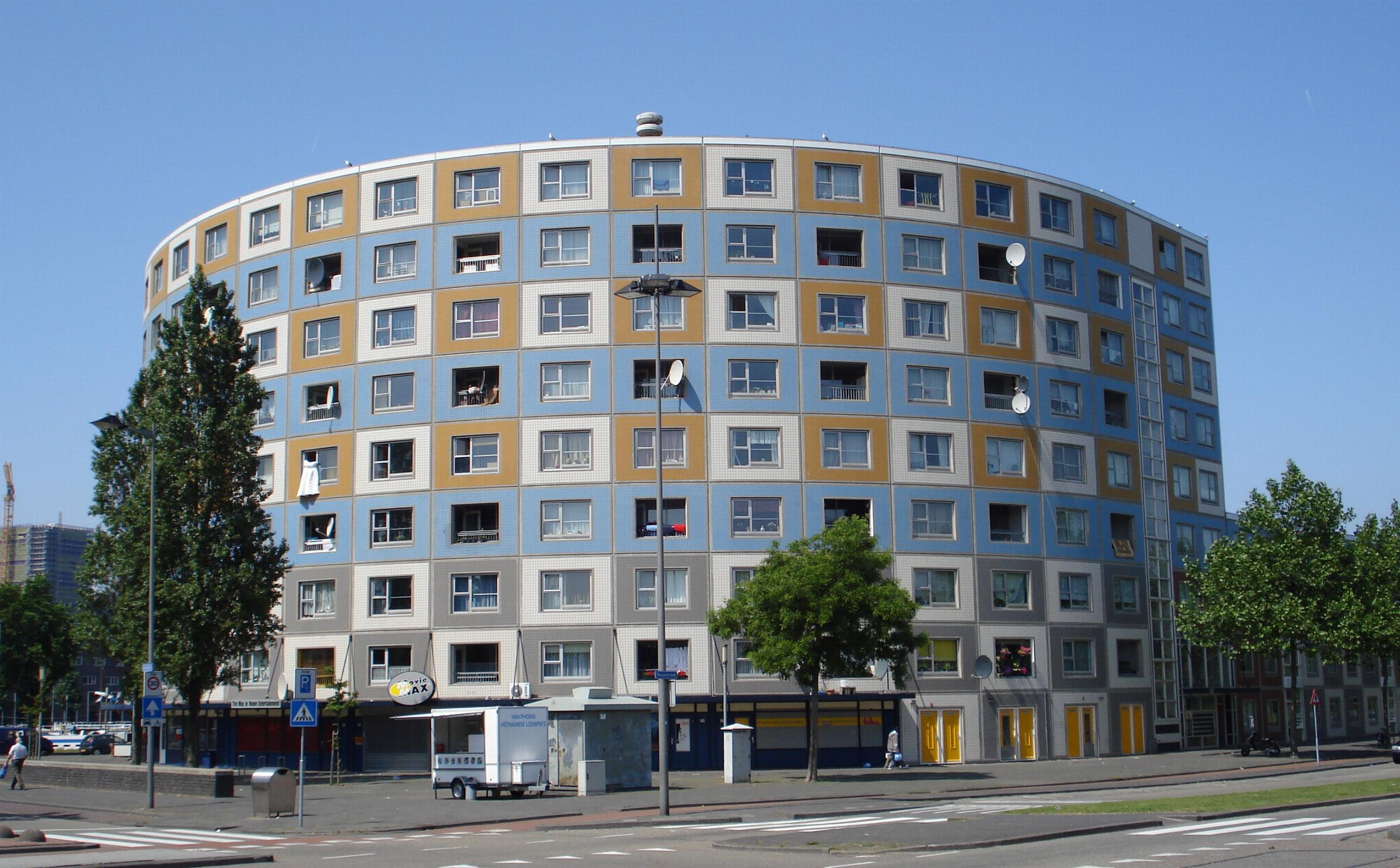
De Peperklip

- Pegasustoren
- Passage
- De Peperklip
- Pieter de Hoochbrug
- Plan C
- Stationspostgebouw

## S

Het Schielandshuis

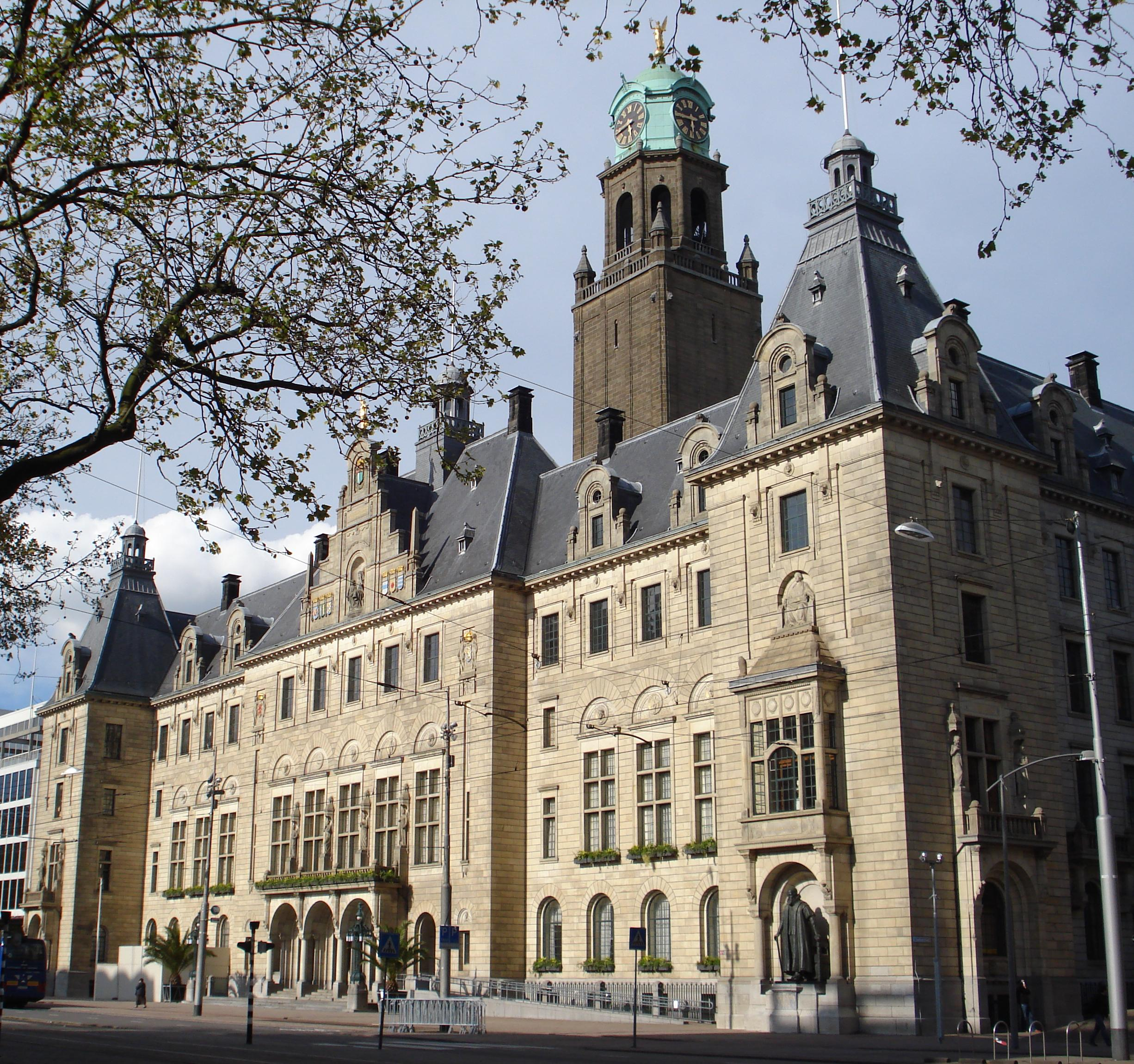
Stadhuis

- Het Schielandshuis
- Slaakhuys
- Spaanse Brug
- Sparta-Stadion Het Kasteel
- Spoorbrug Delfshavense Schie
- Sportfondsenbad Noord (Rotterdam)
- Stadhuis
- Stadion Feijenoord
- Station Alexander
- Station Bergweg
- Station Blaak
- Station Centraal
- Station Hofplein
- Station Lombardijen
- Station Noord
- Station Wilgenplas
- Station Zuid

## T
- Taman Indah
- Technicon-complex
- Toren op Zuid
- Tropicana

## V
- Villa Sonneveld

## W

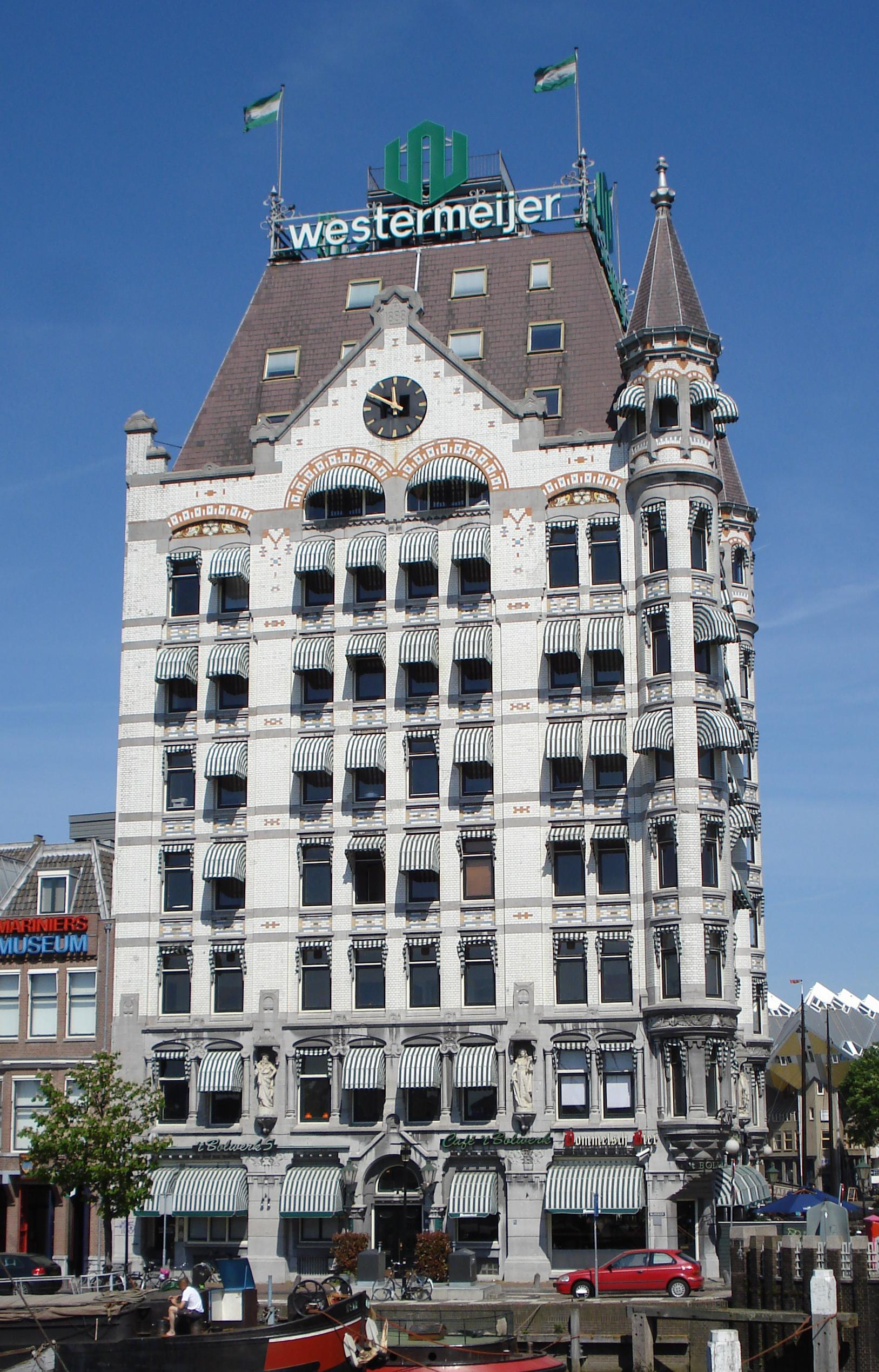
Het Witte Huis

- Watertoren, De Esch
- Waterstadtoren
- Wereldmuseum
- Willemswerf
- Willemsbrug
- Willemsspoorbrug
- Winkelcentrum Alexandrium
- Winkelcentrum Zuidplein
- Het Witte Huis
- World Port Center

## Toekomstige hoge gebouwen
|   | Naam           | Hoogte                 | oplevering | Status          |
| - | -------------- | ---------------------- | ---------- | --------------- |
| 1 | Schiekadeblok  | 220 meter              | onbekend   | onduidelijk     |
| 2 | Zalmhaventoren | 188 met mast 212 meter |            | In Ontwikkeling |
| 3 | De Baltimore   | 173 meter              |            | in aanbouw      |
| 4 | Havana         | 154 meter              |            | In Ontwikkeling |
|   | Up:Town        | 107 meter              |            | In Ontwikkeling |
|   | Cool Tower     | 100 meter              |            | In Ontwikkeling |